# スミダ工業
スミダ工業株式会社（すみだこうぎょう）は、埼玉県さいたま市浦和区に本社を置く企業。

## 概要
創業者の半田忠三は1886年（明治19年）に群馬県薮塚本町（現・太田市）で生まれた。忠三25歳の1912年（大正元年）に「隅田川石材商会」として荒川区南千住で創業し、栃木県で産出される大谷石などを販売していた。現在もスミダとして受け継がれている社名は隅田川にあやかり命名された。1923年（大正12年）の関東大震災では社屋が全焼し、業務不能に陥ったが、震災2カ月後の11月には再建に着手、翌年1月20日には完成している。忠三は1944年（昭和19年）に58歳で他界したが、長男の利一が2代目として受け継ぎ、次男の正雄と三男の昭雄の3兄弟とともに運営していった。戦時統制で企業の活動が停止されたため一時休業し、戦後1947年（昭和22年）、旧秩父セメントと代理店契約をかわし、石材商からセメント中心の建材事業へ業態変更した。戦後の建設需要に後押しされ事業が順調に推移すると本社機能を南千住から、人口の急増していた埼玉県の県庁所在地である浦和市（現さいたま市浦和区）の浦和駅東口に移転し、社名も隅田工業株式会社に変更、浦和を中心とした事業展開に移行することとなった。同時に大和ハウスと代理店契約を結び、住宅事業にも乗り出した。1972年（昭和47年）には3兄弟それぞれが事業を拡大するため分社化し、利一が貸ビル業「スミダ建物」・正雄が建材業「スミダ商事」・昭雄が代理店契約事業「スミダダイワハイス」を発足させた。その後2代目であった利一が死去し、バブル崩壊などの不景気の時代に突入したことから再編が急がれ1998年に3社を統合した「スミダ工業」が発足した。スミダダイワハウスの事業を主軸とし、マンションやビルの建設などの事業も進出し、再開発の進む浦和駅前にはガラス張りの商業ビル、スミダワンが2009年（平成21年）に完成した。

## 沿革
- 1912年（大正元年）9月 - 創業。
- 1923年（大正12年）9月 - 関東大震災。社屋が全焼するも翌年1月には再建。
- 1950年（昭和25年） - 浦和駅東口に移転。隅田工業株式会社に改称。大和ハウスと代理店契約。住宅事業にも進出。
- 1972年（昭和47年）7月 - 3社に分社化。ホールディングカンパニーである「スミダ建物」、元の建材業を専門とした「スミダ商事」、ダイワハウスのプレハブ住宅販売を主体とした「スミダダイワハウス株式会社」が発足。
- 1981年（昭和56年）2月 - 本社を南浦和駅東口駅前に移転
- 1998年（平成10年）11月 - グループ各社を統合し現在地に本社を移転。 社名をスミダ工業株式会社に改称。
- 2009年（平成21年）3月 - スミダワン本館・別館竣工。